# ミドルトン・グランジ・スクール
ミドルトン・グランジ・スクール（Middleton Grange School, 略称：MGS）は、ニュージーランド、クライストチャーチに所在する初等・中等学校。

## 歴史

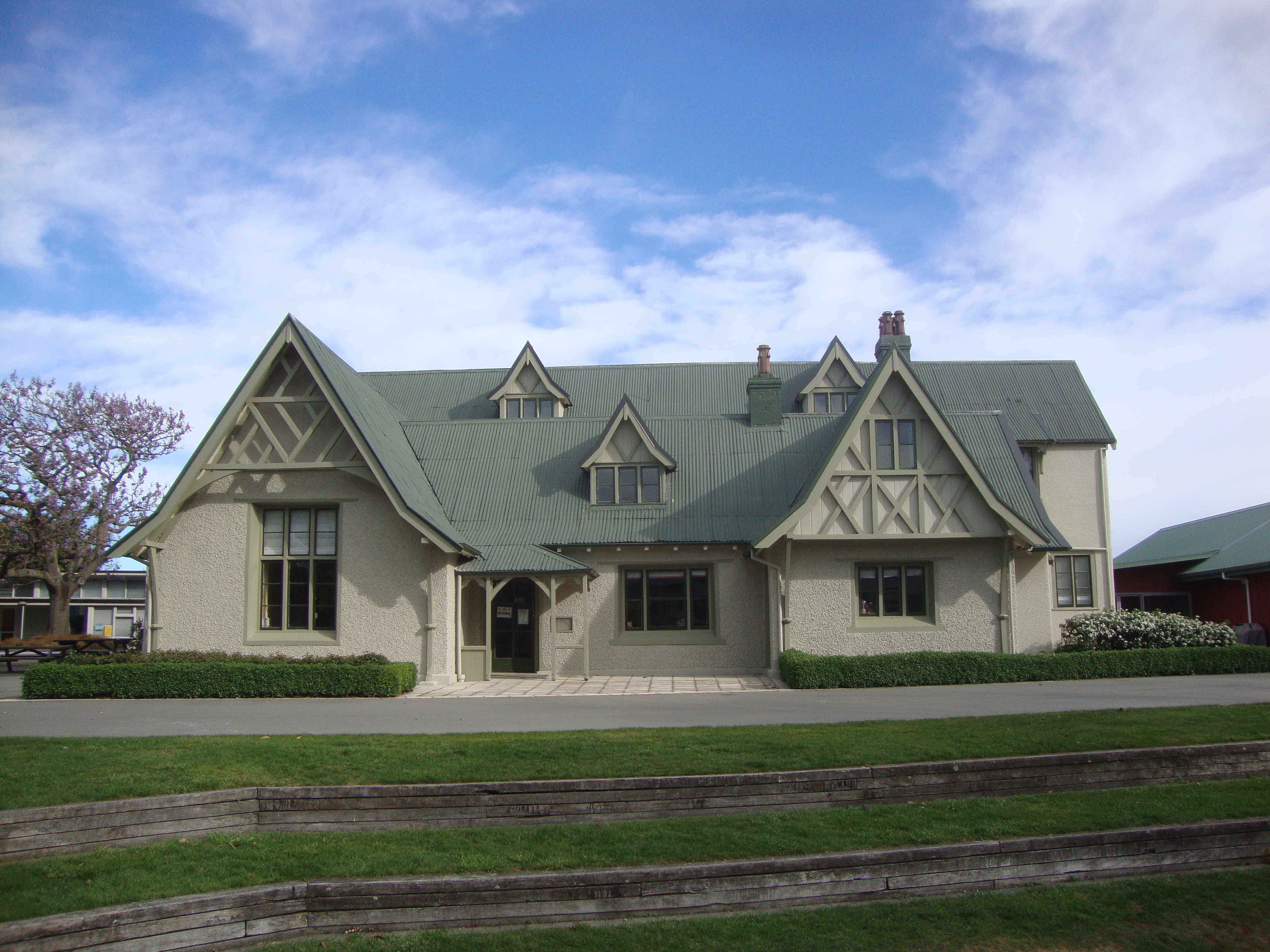
1850年代に建設された"the Old House"（旧ボーウェン邸）。ミドルトン・グランジ・スクールを象徴する建物であり歴史的建造物に登録されている。

1964年2月4日、クライストチャーチでの神学教育の普及を目的に「キリスト教学校基金 (the Christian Schools' Trust)」により私立校として創立。現在に至るまで「キリスト教学校基金」が学内施設を所有している。
創立当初は66名の生徒と4名の教師で開校した。クライストチャーチ・キリスト教学校ネットワーク（CSN）、ニュージーランド・キリスト教学校協会（NZACS）に加盟し、福音主義に基づく教育課程を構成している。キリスト教主義学校としてはニュージーランド最大の初等・中等教育機関である。
スクール・モットーは「我らは汝からの光により光を見る」（詩篇36：1）。校章には剣、盾、太陽が描かれており、剣は「神の義」（マタイによる福音書6：33）を表す十字架、盾は信頼（詩篇115：3）、太陽は主を象徴する「義の太陽」（マラキ書4：2）を意味する。
キャンパスは、冒険家として活躍し第4代法務大臣を務めたチャールズ・ボーウェン（1830年 - 1917年）の敷地を譲り受け建設した。ボーウェン家の邸宅はカンタベリー地方初期開拓民の1人で、ニュージーランド議会議員を務めたトマス・ラウリ（1903年没）が1850年代に建設した旧ラウリ邸であり、現在では "the Old House" と命名され、キャンパス内に現存している。"the Old House"は、ロバート・スコットが南極探検へ向う際に宿舎として使用された歴史を持ち、ニュージーランド史跡基金(NZHPT)に歴史的建造物として登録されている（登録番号：1824番, 登録日：1983年6月23日）。
1975年から2001年まで、キャンパス内に「ニュージーランド・バイブルカレッジ・クライストチャーチ・キャンパス」を併設した（現在はパパヌイ地区へ移転）。
2001年から2006年まで中道右派系シンクタンク「マキシム研究所」のクライストチャーチ事務所がキャンパス内に設置され、キリスト教保守派による学術調査と政策提言がされた（現在はオークランドへ移転）。

## 校風

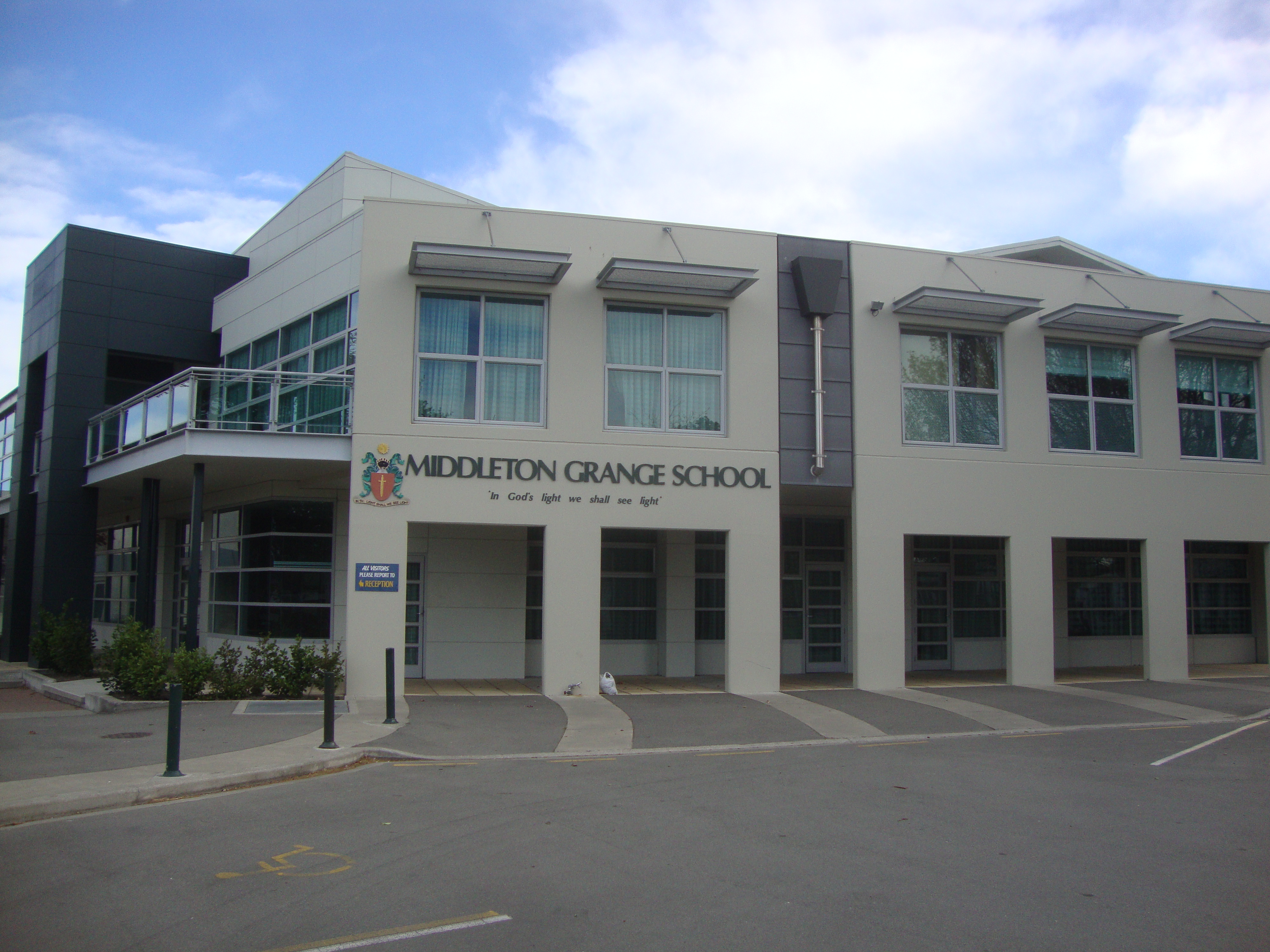
ミドルトン・グランジ・スクール校舎

生徒数は1,388名（初等部（6年制）282名、中等部（4年制）505名、高等部（3年制）601名）、うち留学生は89名（2024年7月1日付）。初等部から高等部まで男女共学。
キャンパスはクライストチャーチ南西部アッパー・リカトン地区の閑静な住宅地に所在し、キャンパス内に初等部（6年制）、中等部（4年制）、高等部（3年制）、インターナショナル・カレッジの4つの校舎が所在する。中等部を「ミドル・スクール」、高等部を「シニア・カレッジ」と独自の呼称を持つ。
初等・中等教育課程の13年間を同校に学ぶ生徒が多く、教員、保護者の多くも同校の卒業生が占める。
「インターナショナル・カレッジ」は英語を母語としない外国人生徒が属し、英語教育を集中的に学ぶ特別学級であり、学年別編成はされていない。短期滞在の留学生（交換留学生を含む）はインターナショナルカレッジに属する。
深緑色が特徴的な学生服を着用する。シニア・カレッジ生は上級生を意味する縞模様が入った深緑色ブレザーと緑色ネクタイ（冬用学生服のみ）を着用する。ミドル・スクール生は縞模様が入らない深緑色ブレザーに下級生を意味する赤色ネクタイ（冬用学生服のみ）を着用する。
必修科目として、全学年で週1回以上の聖書研究や神学教育が行われる。
2014年6月27日から29日に、創立50周年記念式典を挙行した。
2024年10月18日・19日に、創立60周年記念式典を挙行した。

## ハウス
中等部・高等部の全生徒と学科教員は「ハウス」と呼ばれる組に属し、構成員として（主に）スポーツ競技と文化活動に参加する。学年の異なる兄弟・姉妹生は同じハウスに属し、学年を超えた縦断的な連携関係を構築する。ハウスシステムは1967年に導入され、現在は4つのハウスが運営されている。進級に伴なうハウス変更は行われず、入学時のハウスに卒業まで属する。各ハウスはハウス長2名と副長2名（男女各1名ずつ）を選出しハウス運営に当たる。年間を通して勝利ハウスを競い、最上位ハウスには「信頼」を意味する「盾」が授与される。各ハウスは盾の防衛と奪還を巡る争奪戦に挑む。4つのハウスは "the Old House" と縁を持つ4人の冒険家から命名されている。
|  | スコット     | 冒険家ロバート・スコットから命名されたハウス。ハウスカラーは黄色。ハウスモットーは『度胸と忍耐』。2009年までの優勝回数は14回。                |
|  | ウィルソン   | 冒険家エドワード・エイドリアン・ウィルソンから命名されたハウス。ハウスカラーは緑。ハウスモットーは『信頼と信用』。2009年までの優勝回数は6回。 |
|  | シャクルトン | 冒険家アーネスト・シャクルトンから命名されたハウス。ハウスカラーは青。ハウスモットーは『統率と忍耐』。2009年までの優勝回数は11回。            |
|  | ボーウェン   | 冒険家チャールズ・ボーウェンから命名されたハウス。ハウスカラーは赤。ハウスモットーは『奉仕と厚遇』。2009年までの優勝回数は13回。              |